# حلیماتو آینده
حلیماتو آینده (انگلیسی: Halimatu Ayinde؛ زادهٔ ۱۶ مهٔ ۱۹۹۵) بازیکن فوتبال اهل نیجریه است که در حال حاضر برای باشگاه فوتبال روزنگرد بازی می‌کند. وی پیش از این برای باشگاه فوتبال اسکیلستونا یونایتد سوئد به میدان می‌رفت.
از باشگاه‌هایی که حلیماتو آینده در آن بازی کرده است می‌توان به باشگاه فوتبال روزنگرد و وسترن نیویورک فلش اشاره کرد.
وی همچنین در تیم‌های ملی فوتبال زیر ۱۷ سال زنان نیجریه، زیر ۲۰ سال زنان نیجریه و بزرگسالان زنان نیجریه بازی کرده است.

## دوران باشگاهی
حلیماتو آینده در ۱۵ ژوئن ۲۰۱۵ از یک تیم محلی نیجریه به نام باشگاه فوتبال دلتا کوئینز به تیم آمریکایی به نام وسترن نیویورک فلش پیوست. او در اولین بازی خود با بازی در ترکیب اصلی در جریان شکست ۱–۰ مقابل باشگاه  فوتبال هیوستون دش به میدان رفت و در دقیقه ۷۹ تعویض شد. پس از گذراندن یک فصل با این تیم، که در آن زمان او نه بازی انجام داد، از جمله پنج بازی در ترکیب اصلی، در ۱۲ مه ۲۰۱۶ از این تیم جدا شد. او اعتراف کرده بود که در فصل اول خود با فلش عملکرد خوبی نداشته است، اما احساس می‌کرد که در پیش فصل ۲۰۱۶ عملکردش بهبود یافته و در برابر تیم اول دانشگاه ورمونت گلزنی کرده است. این موضوع بر انتخاب او برای تیم ملی فوتبال زنان نیجریه تأثیر گذاشته و حلیماتو برای یک بازی در برابر تیم ملی فوتبال زنان سنگال جزء نفرات انتخابی قرار نگرفت.
او در همان سال به باشگاه فوتبال زنان مینسک از لیگ برتر فوتبال بلاروس پیوست، و در پیروزی ۳–۰ مقابل بابرویچانکا بابرویسک در ۲ سپتامبر اولین بازی خود را انجام داد. او یکی از سه بازیکن مینسک بود که در این مسابقه گلزنی کرد و به بازی برای تیم در مسابقات لیگ قهرمانان اروپای زنان ادامه داد. روند خوب گلزنی و گلسازی او در چند بازی اولش ادامه داشت و در سومین بازی خود برای مینسک، تنها گل تیمش را در یک بازی خارج از خانه مقابل نادژدا اس‌دی‌جی‌یوشور-۷ موگیلف به ثمر رساند.

## دوران ملی
او بخشی از تیم ملی نیجریه در جام جهانی فوتبال ۲۰۲۵ زنان و تیم قهرمان در جام ملت‌های آفریقای ۲۰۱۴ زنان بود.
در ۱۶ ژوئن ۲۰۲۳، او در ترکیب ۲۳ نفره نیجریه برای جام جهانی فوتبال ۲۰۲۳ زنان قرار گرفت.

## زندگی شخصی
حلیماتو آینده در ۱۶ مه ۱۹۹۵ در ایالت کادونا، که در میان ایالت‌های شمال نیجریه قرار دارد، به دنیا آمد.
آینده، در شبکه‌های اجتماعی بسیار فعال است. او در شبکه اجتماعی اینستاگرام، بیش از ۵۰۰۰ دنبال کننده دارد و همچنین در ایکس، (توییتر سابق) نیز بیش از ۳۰۰۰ دنبال کننده دارد.
او به فوتبال علاقه مند بود و چون دختران زیادی برای بازی کردن با او همراه نبودند، ترجیح داد با پسران بازی کند. پدر حلیماتو یک افسر نظامی بازنشسته بود و برای فوتبال بازی کردن او مانعی ایجاد نکرد اما برادرانش تلاش می‌کردند تا از این کار جلوگیری نمایند. او شش برادر و یک خواهر دارد.